# Jana Šaldová
Jana Šaldová (ur. 8 lipca 1975 w Jilemnicach) – czeska biegaczka narciarska, dwukrotna medalistka mistrzostw świata juniorów.

## Kariera
W 1993 roku wystąpiła na mistrzostwach świata juniorów w Harrachovie, gdzie zajęła 25. miejsce w biegu na 15 km stylem dowolnym i 37. miejsce w biegu na 5 km techniką klasyczną. Na rozgrywanych rok później mistrzostwach świata juniorów w Breitenwang zwyciężyła w sztafecie, a w biegu na 5 km była trzynasta. Ponadto podczas mistrzostw świata juniorów w Gällivare w 1995 roku wywalczyła srebrny medal w sztafecie.
W Pucharze Świata zadebiutowała 14 stycznia 1995 roku w Novym Měscie, zajmując 54. miejsce w biegu na 15 km stylem klasycznym. Jedyne punkty w zawodach tego cyklu wywalczyła dwa lata później, 23 lutego 1997 roku w Trondheim, gdzie zajęła 27. miejsce w biegu na 5 km klasykiem. W klasyfikacji generalnej sezonu 1996/1997 zajęła ostatecznie 74. miejsce.
W 1998 roku wystąpiła na igrzyskach olimpijskich w Nagano, plasując się na 29. miejscu w biegu na 15 km stylem klasycznym, 28. miejscu na 5 km klasykiem oraz szóstym miejscu w sztafecie. Zajęła też między innymi piąte miejsce w sztafecie i 27. miejsce na 5 km podczas mistrzostw świata w Trondheim w 1997 roku.

## Osiągnięcia

### Igrzyska olimpijskie
| Miejsce | Dzień     | Rok  | Miejscowość | Konkurencja             | Czas biegu | Strata  | Zwyciężczyni     |
| ------- | --------- | ---- | ----------- | ----------------------- | ---------- | ------- | ---------------- |
| 29.     | 8 lutego  | 1998 | Nagano      | 15 km stylem klasycznym | 46:55,4    | +4:38,4 | Manuela Di Centa |
| 28.     | 10 lutego | 1998 | Nagano      | 5 km stylem klasycznym  | 17:37,9    | +1:22,5 | Łarisa Łazutina  |
| DNS     | 12 lutego | 1998 | Nagano      | 5+10 km pościgowy       | 46:06,9    | -       | Łarisa Łazutina  |
| 6.      | 15 lutego | 1998 | Nagano      | Sztafeta 4 × 5 km       | 55:13,5    | +1:45,2 | Rosja            |

### Mistrzostwa świata
| Miejsce | Dzień     | Rok  | Miejscowość | Konkurencja             | Czas biegu | Strata  | Zwyciężczyni                   |
| ------- | --------- | ---- | ----------- | ----------------------- | ---------- | ------- | ------------------------------ |
| 36.     | 12 marca  | 1995 | Thunder Bay | 5 km stylem klasycznym  | 15:23,7    | +1:46,3 | Łarisa Łazutina                |
| 8.      | 16 marca  | 1995 | Thunder Bay | Sztafeta 4 × 5 km<      | 53:47,6    | +5:35,6 | Rosja                          |
| 27.     | 23 lutego | 1997 | Trondheim   | 5 km stylem klasycznym  | 13:32,7    | +47,9   | Jelena Välbe                   |
| DNF     | 24 lutego | 1997 | Trondheim   | 5+10 km pościgowy       | 39:13,5    | -       | Stefania Belmondo Jelena Välbe |
| 5.      | 27 lutego | 1997 | Trondheim   | Sztafeta 4 × 5 km<      | 56:40,2    | +1:36,4 | Rosja                          |
| 33.     | 23 lutego | 1997 | Trondheim   | 30 km stylem klasycznym | 13:32,7    | +8:29,1 | Jelena Välbe                   |
| 51.     | 15 lutego | 2001 | Lahti       | 15 km stylem klasycznym | 43:54,8    | +6:56,7 | Bente Skari                    |
| 32.     | 20 lutego | 2001 | Lahti       | 10 km stylem klasycznym | 29:13,5    | +2:51,0 | Bente Skari                    |
| 36.     | 21 lutego | 2001 | Lahti       | Sprint stylem dowolnym  | 3:41,5     | -       | Pirjo Manninen                 |
| 8.      | 23 lutego | 2001 | Lahti       | Sztafeta 4 × 5 km<      | 53:01,6    | +3:17,0 | Rosja                          |

### Mistrzostwa świata juniorów
| Miejsce | Dzień       | Rok  | Miejscowość | Konkurencja            | Wynik     | Strata  | Zwyciężczyni               |
| ------- | ----------- | ---- | ----------- | ---------------------- | --------- | ------- | -------------------------- |
| 37.     | 2 marca     | 1993 | Harrachov   | 5 km stylem klasycznym | 16:39,1   | +1:54,3 | Kateřina Neumannová        |
| 25.     | 6 marca     | 1993 | Harrachov   | 15 km stylem dowolnym  | 43:00,6   | +3:18,8 | Irina Składniewa           |
| 13.     | 26 stycznia | 1994 | Breitenwang | 5 km stylem klasycznym | 16:20,2   | +46,9   | Irina Składniewa           |
| 1.      | 28 stycznia | 1994 | Breitenwang | Sztafeta 4 × 5 km<     | 1:06:19,6 | -       | -                          |
| 11.     | 1 marca     | 1995 | Gällivare   | 5 km stylem klasycznym | 15:46,8   | +52,9   | Natalja Baranowa-Masałkina |
| 2.      | 3 marca     | 1995 | Gällivare   | Sztafeta 4 × 5 km<     | 1:01:31   | +1:43   | Rosja                      |

### Puchar Świata

#### Miejsca w klasyfikacji generalnej
- sezon 1994/1995: -
- sezon 1995/1996: -
- sezon 1996/1997: 74.
- sezon 1997/1998: -
- sezon 1999/2000: -
- sezon 2000/2001: -
- sezon 2001/2002: -

#### Miejsca na podium
Šaldová nigdy nie stała na podium zawodów PŚ.